# José Federico Guillermo de Hohenzollern-Hechingen
José Federico Guillermo (12 de noviembre de 1717, Bayreuth- 9 de abril de 1798, Hechingen) fue príncipe de Hohenzollern-Hechingen desde el año 1750 hasta su muerte, en 1798.

## Biografía
El Príncipe José Federico Guillermo, Oficial en el Servicio Imperial, era el hijo del Mariscal de campo Imperial Hermann Federico de Hohenzollern-Hechingen y Josefa de Oettingen-Spielberg. Sucedió a su primo soltero, Federico Luis, en 1750. El 25 de junio de 1750 en Viena, José contrajo matrimonio con la Princesa María Teresa Folch de Cardona y Silva, la hija de 18 años de edad del Príncipe de Cardona. María Teresa murió solo a los tres meses del matrimonio y dejó tras de sí toda la fortuna de su familia. Los matrimonios de la Casa de Hohenzollern-Hechingen eran a menudo elegidos con base en la dote y la herencia.
En 1751, José contrajo matrimonio por segunda vez con la Condesa María Teresa de Waldburg-Zeil quien le trajo seis hijos, de los cuales solo la menor de las hijas alcanzó la edad adulta.
José era un entusiasta cazador y viajante. En 1764, durante una estancia en Bad Wildbad, se familiarió con un militar (Stabskapitän) prusiano quien había sido liberado del Ejército prusiano después de la Guerra de los Siete Años. Este hombre era Friedrich Wilhelm von Steuben (1730-1794), quien pasaría los siguientes doce años como Hofmarschall al servicio de José antes de su papel asistiendo a George Washington an la Revolución Americana como inspector general y Organizador del Ejército de los Estados Unidos.
Steuben también estuvo involucrado cuando el príncipe empezó a implementar políticas de ahorro y creación de dinero. Esto incluyó su intento en 1772 de disolver la corte y de viajar de incógnito solo con su mujer y Steuben de compañante. Permaneció por extensos periodos de tiempo en Estrasburgo, Montpellier y Lyon. José gastó gran parte de su dinero y tiempo en visitas, restaurantes, apuestas, teatros, carnavales y cacerías. Esto se prolongó durante tres años enteros, hasta que la princesa logró convencer al príncipe del fin de su mascarada.
En los siguientes años, se acomodó confortablemente en la posición de un líder ilustrado; promovió la agricultura y estableció la educación obligatoria. En 1775, fundó un Gymnasium (equivalente similar a una escuela secundaria) así como una escuela de latinidad en el "Viejo Castillo" de Hechingen, y contribuyó a la reducción de los festivos religiosos a pesar de la resistencia de la población. Fue considerado tolerante con protestantes y judíos.
Su necesidad de representación lo llevó a fundar una iglesia colegiata en Hechingen. En 1764, el reconocido arquitecto francés Pierre Michel d'Ixnard fue contratado como director de este proyecto de construcción.
Aunque el príncipe intentó siempre aparecer como una figura patriarcal amigable para su pueblo, era implacable en los conflictos con sus súbditos y siempre era desconfiado de sus potenciales sucesores. El 9 de abril de 1798, José murió después de 48 años de reinado.
A causa de que no tenía sucesores varones, la corona pasó a su sobrino Hermann.

## Descendencia
José Federico Guillermo y su segunda esposa la Condesa María Teresa de Waldburg-Zeil tuvieron seis hijos:
- Meinrad José María Federico Erbgraf von Hohenzollern-Hechingen (9 de octubre de 1751, Hechingen - 28 de septiembre de 1752, Hechingen)
- José Guillermo Francisco Erbgraf von Hohenzollern-Hechingen (12 de diciembre de 1752, Hechingen - 7 de julio de 1754, Hechingen)
- María Crescentia Josefa Gräfin von Hohenzollern-Hechingen (4 de septiembre de 1754, Hechingen - 29 de septiembre de 1754)
- María Teresa Josefina Carolina Gräfin von Hohenzollern-Hechingen (3 de diciembre de 1756, Hechingen - diciembre de 1756)
- Jerónimo José Carlos Erbgraf von Hohenzollern-Hechingen (18 de abril de 1758, Hechingen - 23 de junio de 1759, Hechingen)
- María Antonia Ana Gräfin von Hohenzollern-Hechingen (10 de noviembre de 1760, Hechingen - 25 de julio de 1797, Hechingen)